# Victor Hémery

Victor Hémery 1905

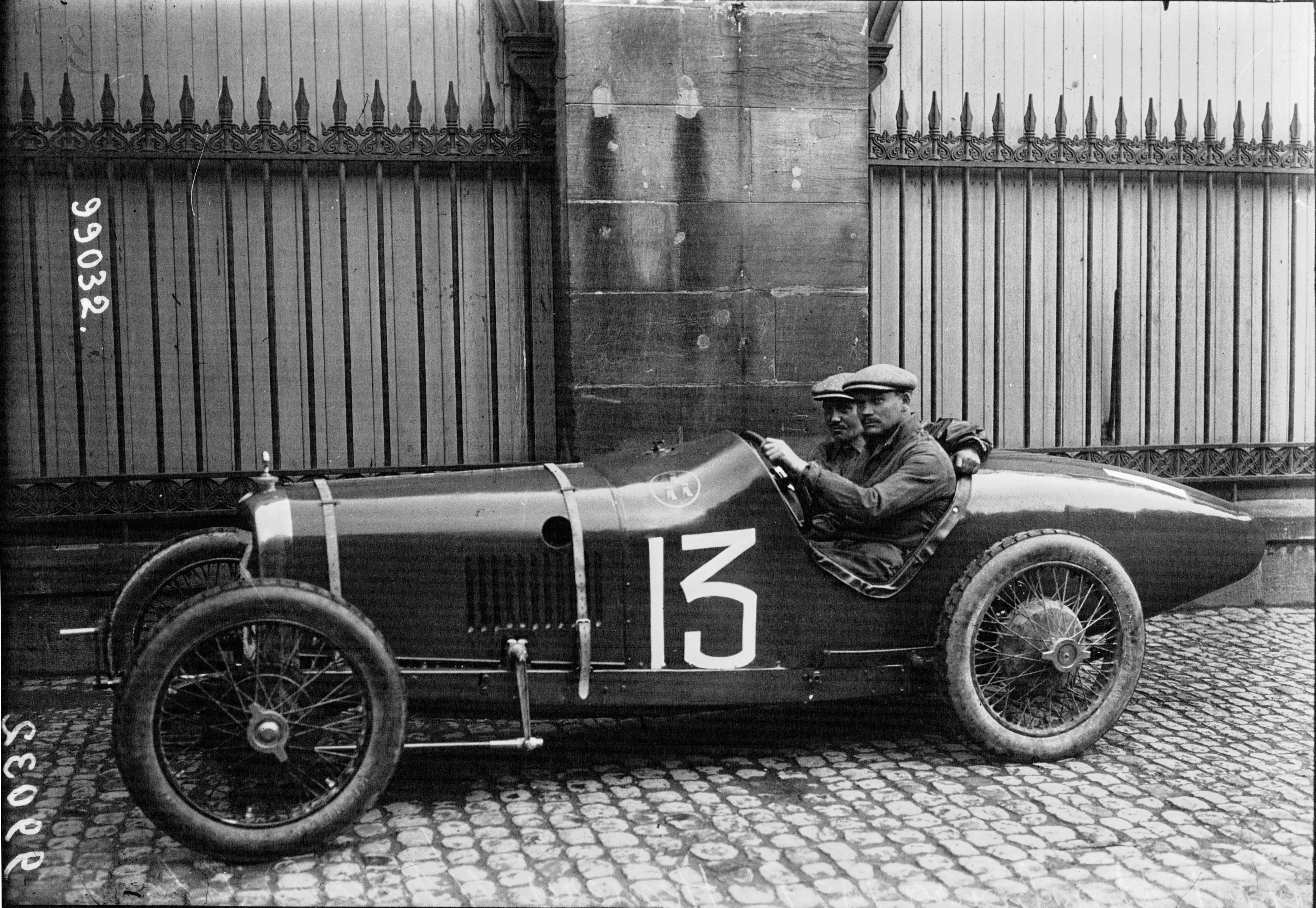
Victor Hémery beim Großen Preis von Frankreich 1922

Victor Théodore Eugène Hémery (* 18. November 1876 in Sillé-le-Guillaume; † 8. September 1950 in Le Mans) war ein französischer Automobilrennfahrer.

## Karriere
Victor Hémery galt als einer der impulsivsten und aufbrausendsten Rennfahrer seiner Epoche. Der frühere Seemann arbeitete zunächst als Mechaniker bei Bollée und von 1900 bis 1906 als Leiter der Versuchsabteilung und Rennfahrer bei Darracq. Für dieses Team gewann er in der Saison 1905 das Ardennenrennen und den Vanderbilt Cup. Nach einem Eklat bei einem Rennen 1906 (sein Fahrzeug war zu schwer, er startete dennoch, beging einen demonstrativen Frühstart und wurde daraufhin disqualifiziert) wechselte Hémery 1907 zu Benz & Cie. Für das deutsche Team erreichte er beim Grand Prix von Frankreich 1908 hinter Christian Friedrich Lautenschlager den zweiten Platz. In den nachfolgenden Jahren stagnierte der Motorsport, und Hémery verlegte sich auf Rekordfahrten in Brooklands und gelegentliche Starts bei Rennen in den USA.
Victor Hémery war der erste Mensch, der in einem Automobil (Benz 200 PS oder Blitzen-Benz genannt) die 200-km/h-Marke durchbrach. Am 8. November 1909 wurde in Brooklands mit Hilfe einer neuartigen Messtechnik (welche die Geschwindigkeitsmessung auf drei Nachkommastellen ermöglichte) eine Durchschnittsgeschwindigkeit von 205,666 km/h über die Distanz von einer halben Meile gemessen.
Nach dem Ersten Weltkrieg versuchte Victor Hémery auf Rolland-Pilain ein Comeback bei den Grands Prix von Frankreich 1922 und 1923, sein Fahrzeug war jedoch schlichtweg zu langsam und er zog sich vom Motorsport zurück. Später betrieb er eine Werkstätte in Le Mans und beging am 8. September 1950 völlig verarmt lebend Suizid.